# 雅各布·卡明斯基
雅各布·卡明斯基（波蘭語：Jakub Kamiński，2002年6月5日—），波兰男子足球运动员，场上位置是边锋。現效力於德甲球隊科隆（沃尔夫斯堡外借）、波蘭國家足球隊。曾代表波兰国家队参加2022年国际足联世界杯，结果队伍止步十六强赛。